# Pasaporte ecuatoguineano
El pasaporte ecuatoguineano es un documento de identidad emitidos a los ciudadanos y nacionales ecuatoguineanos. Es ilegal que los ciudadanos y nacionales ecuatoguineano ingresen o salgan de la Guinea Ecuatorial sin un pasaporte ecuatoguineano válido.
A partir del 1 de enero de 2017, los ciudadanos de Guinea Ecuatorial tenían acceso sin visa o con visa a la llegada a 46 países y territorios, lo que ubica al pasaporte de Guinea Ecuatorial en el puesto 89 en términos de libertad de viaje (empatado con el pasaporte de la República Centroafricana) según el Índice de restricciones de Visa de Henley.

## Idiomas
La página de datos o página de información está impresa en español.